# Forum Holitorium

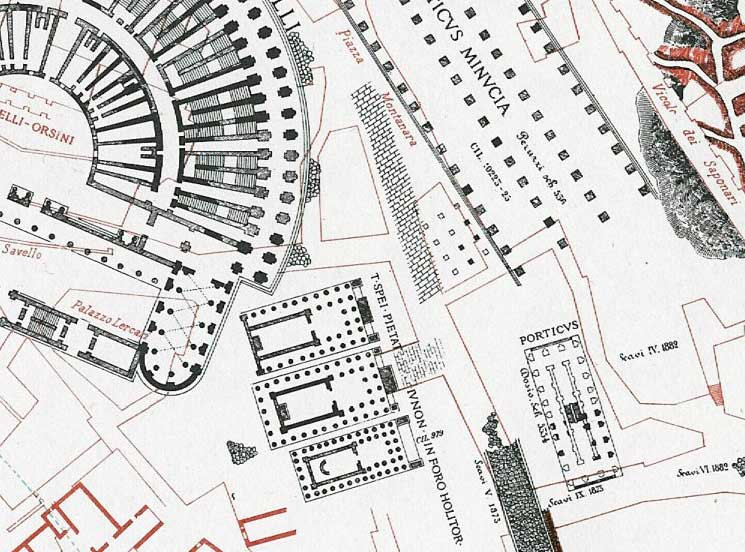
Plan du forum Holitorium et des alentours, Rodolfo Lanciani, 1893-1901.

Le forum Holitorium est un des forums romains de Rome, places publiques destinées aux activités économiques. Une aire sacrée comprenant trois temples, attribués à Janus, Junon Sospita et Spes, est associée au forum.

## Localisation
Le forum est situé entre les pentes du Capitole, le théâtre de Marcellus, le forum Boarium et le Portus Tiberinus, à l'extérieur de l'enceinte servienne, probablement dans la Regio IX,.

## Fonction
Ce marché (macellum ou forum venalium), était réputé pour la quantité de légumes et de fruits qui y étaient proposés. Son nom de forum Holitorium ne signifie  pas « forum aux légumes », mais « forum des marchands de légumes »,. Il est en effet commun à Rome de désigner les forums par les produits qui y sont vendus. Le forum voisin, le forum Boarium, est un marché aux bovins et ovins, tandis que le forum Piscarium est un marché au poisson. L'organisation précise du marché est méconnue, mais dans les premiers temps de Rome, les fermiers locaux devaient y vendre leur production directement aux habitants. Peu à peu, avec le développement de la ville et la construction de riches domus aux alentours, les paysans ont dû cesser leur vente au détail sur ce marché au profit d'un commerce de gros. Des intermédiaires qui se fournissaient auprès de maraîchers et des grandes exploitations agricoles voisines ont remplacé les fermiers locaux. Les fruits et légumes frais, achetés par des détaillants plutôt que par les consommateurs, étaient entreposés dans toute la ville, permettant aux marchands de proposer des produits frais dans les quartiers et les alentours. Au début du IIIe siècle, le forum accueille des ventes aux enchères. En 388, le forum perd sa fonction première de marché aux légumes qui se tient dorénavant à un autre endroit du Champ de Mars.

## Description

### L'esplanade
La place forme un rectangle allongé de dimensions modestes pour un macellum (125 m × 50 m). Elle est entièrement pavée de dalles de travertin au cours du IIe siècle av. J.-C. La superficie du forum diminue lors de la construction du théâtre de Marcellus à la fin du Ier siècle av. J.-C. dont le plan empiète en partie sur la place.
Au milieu du Ier siècle av. J.-C., un portique à deux étages, l'étage inférieur d'ordre toscan aux colonnes engagées, et l'étage supérieur d'ordre corinthien, borde la place. Il fait face aux temples et à un autre portique construit derrière le temple de Spes par les censeurs de 179 av. J.-C., qui a probablement été détruit lors de la construction du théâtre de Marcellus.
Sous l'Empire, la place est occupée par un vaste portique, construit en blocs grossiers de travertin et en brique, et un complexe de boutiques et de bureaux administratifs abrités derrière des arcades.

### L'aire sacrée
Au centre de l'esplanade se trouvent trois temples d'époque républicaine dont l'identification est longtemps restée incertaine mais qui aujourd'hui sont attribués à Janus, un des premiers dieux du panthéon romain, Spes, déesse de l'espoir, et Junon Sospita. Les deux premiers temples ont été construits durant la première guerre punique. Un quatrième temple, situé immédiatement au nord des trois premiers, était dédié à la Piété en 181 av. J.-C. mais il fut finalement démoli lors de l'aménagement de la zone pour la construction du théâtre de Marcellus en 44 av. J.-C.,
Les vestiges des trois temples sont encore visibles aujourd'hui, au-dessous et autour de l'église San Nicola in Carcere. L'idée d'aligner trois temples si rapprochés, formant en quelque sorte un portique délimitant l'aire sacrée, est nouvelle dans l'architecture romaine à cette époque. L'objectif semble être de constituer un arrière-plan monumental à l'aire sacrée et à la place publique. Les trois temples combinent les styles architecturaux étrusco-romains et helléniques.

#### Temple de Janus
Le temple de Janus, le mieux conservé des trois, est situé le plus au nord, au plus proche du théâtre de Marcellus. Il est voué par Caius Duilius après sa victoire sur les Carthaginois à Mylae en 260 av. J.-C. Le temple fut reconstruit durant le Ier siècle av. J.-C., puis restauré plusieurs fois au début de l'Empire.

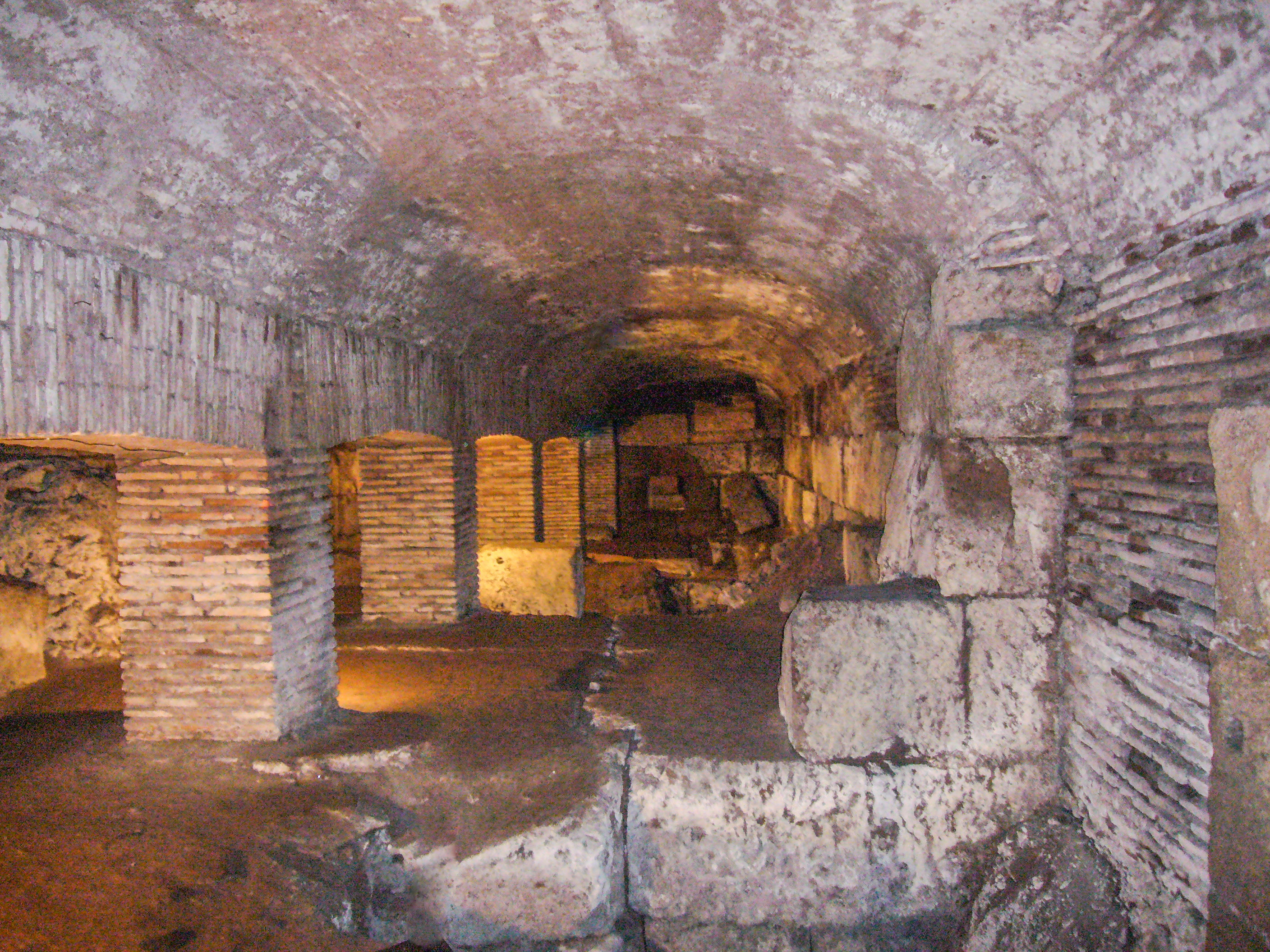
Vestiges du podium du temple, sous l'église San Nicola in Carcere.

Il s'agit d'un temple périptère sine postico hexastyle ionique avec deux rangées de colonnes en façade et neuf latérales. Le podium du temple, en opus caementicium recouvert de travertin, est visible dans les galeries souterraines de l'église. Il mesure 26 m de long pour 15 m de large. Il présente une série d'ouvertures, comblées au cours du IIe siècle, dont la fonction reste inconnue. Une des colonnades latérales est presque entièrement conservée, incluse dans la paroi nord de l'église. Les colonnes sont hautes et fines (seulement 0,7 mètre de diamètre), les fûts sont taillés en un seul bloc et reposent sur des bases attiques. Les colonnes et l'entablement sur les côtés sont en péperin tandis qu'en façade, ils sont en travertin. La différence entre les deux matériaux est dissimulée grâce à l'usage de stuc dans lequel ont été réalisés les ornements.
Du fait du rôle légendaire de Janus dans la guerre entre Rome et les Sabins, il était d'usage dans la tradition romaine de laisser les portes du temple de Janus ouvertes en temps de guerre. Elles n'étaient fermées que pendant les périodes où Rome était en paix.

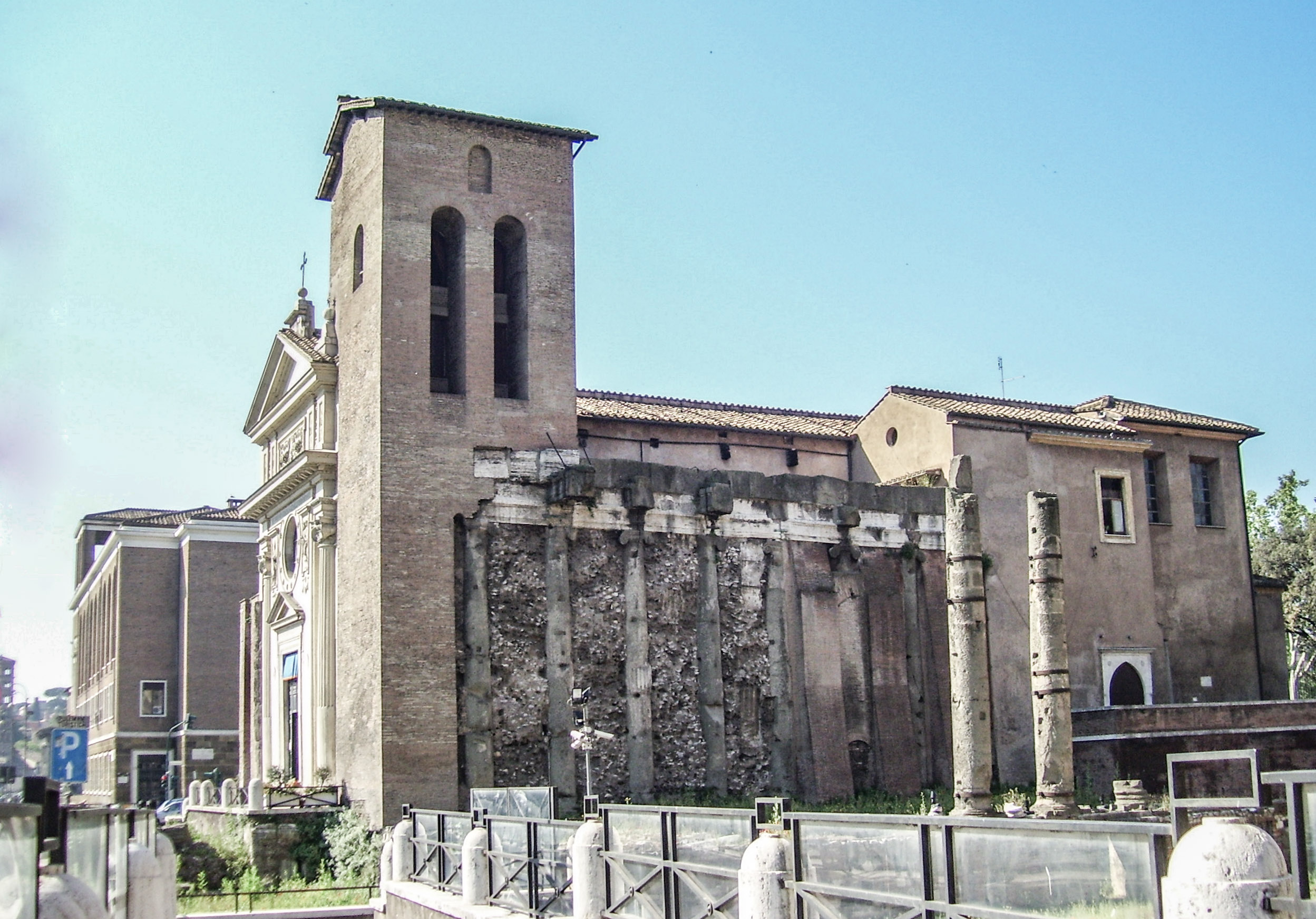
Colonnades du temple de Janus.
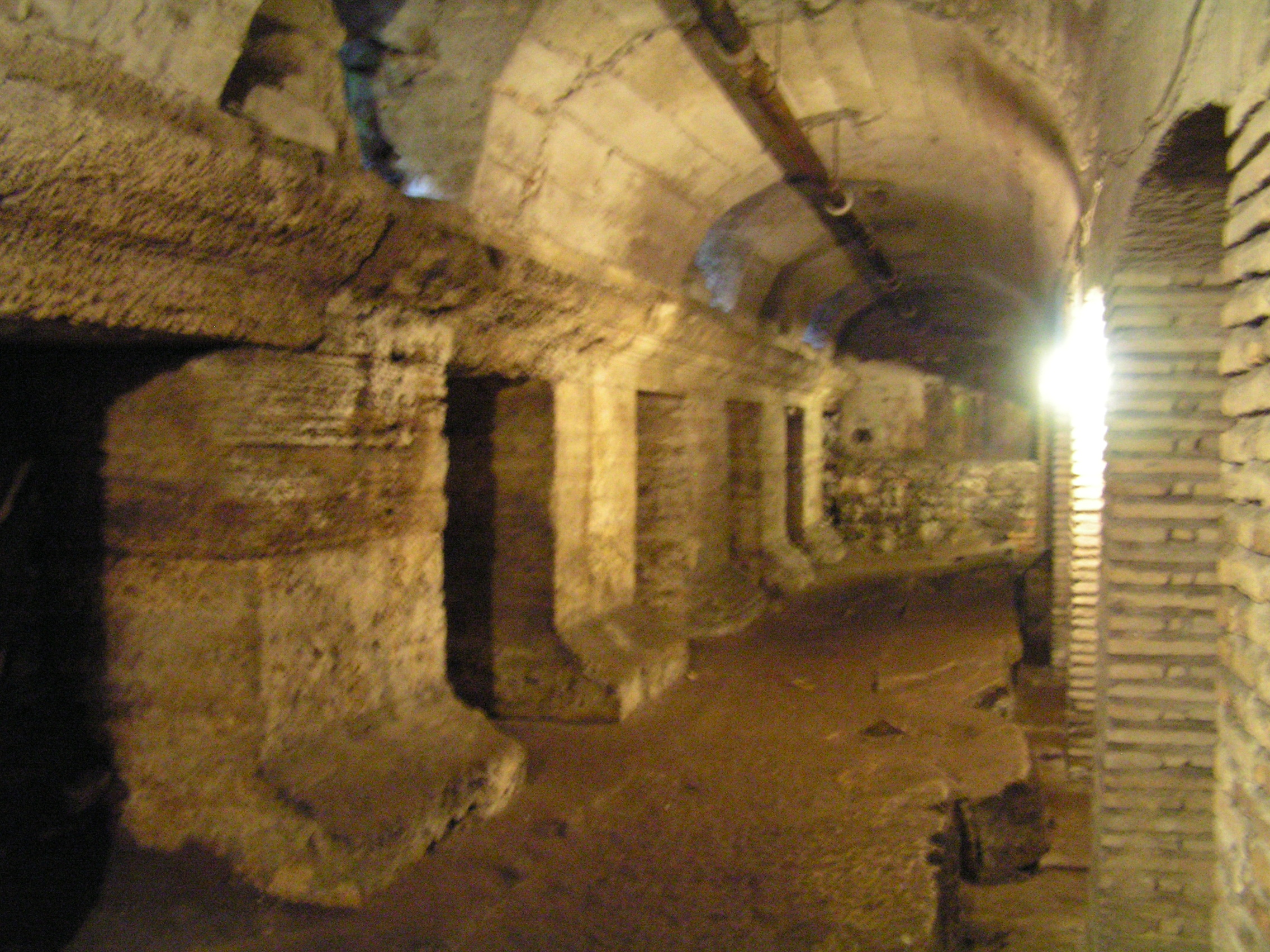
Vestiges du podium, avec la série d'ouvertures.

#### Temple de Spes
Le temple de Spes est celui situé le plus au sud, près de la porte Carmentale et du Portus Tiberinus. Il est construit par Aulus Atilius Calatinus en 258 av. J.-C., et s'inscrit dans la continuité de la construction du premier temple par Caius Duilius. Restauré en 232 av. J.-C., il est frappé par la foudre en 218 av. J.-C puis est endommagé en 213 av. J.-C. lors d'un incendie qui touche également les temples de Fortuna et de Mater Matuta. Il est immédiatement reconstruit. Le temple est de nouveau touché par un incendie en 31 av. J.-C. et est restauré en 17 ap. J.-C. par Tibère. Enfin, le temple est reconstruit une dernière fois sous Antonin le Pieux au cours du IIe siècle.
D'ordre toscan, il mesure 25 mètres de long pour 11 mètres de large. Il est périptère hexastyle avec onze colonnes latérales, un plan inhabituel à l'époque de sa construction. Les colonnes en travertin, dont les fûts sont lisses, sont recouvertes de stuc pour leur donner une apparence marmoréenne.

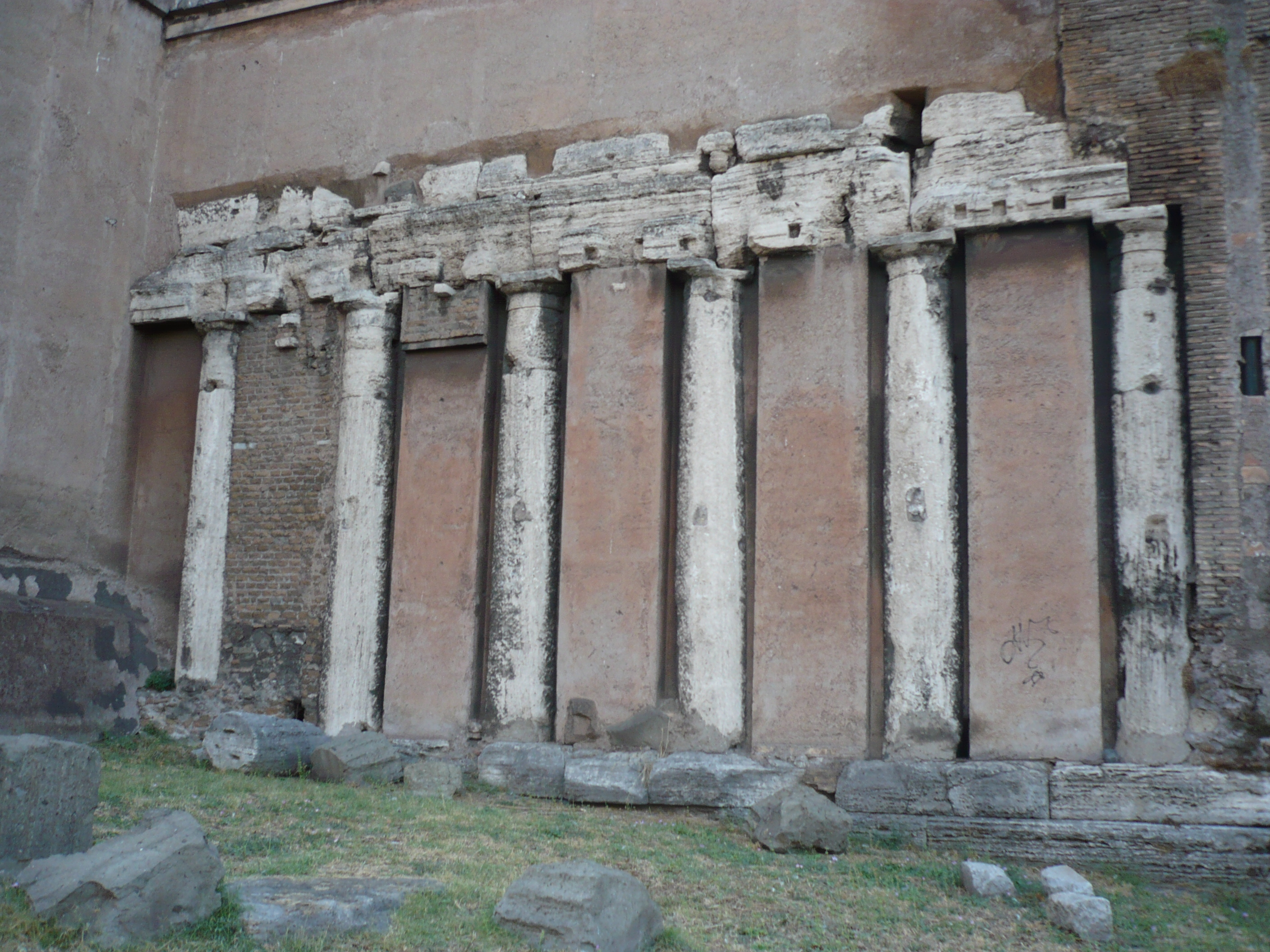
Vestiges du temple de Spes.
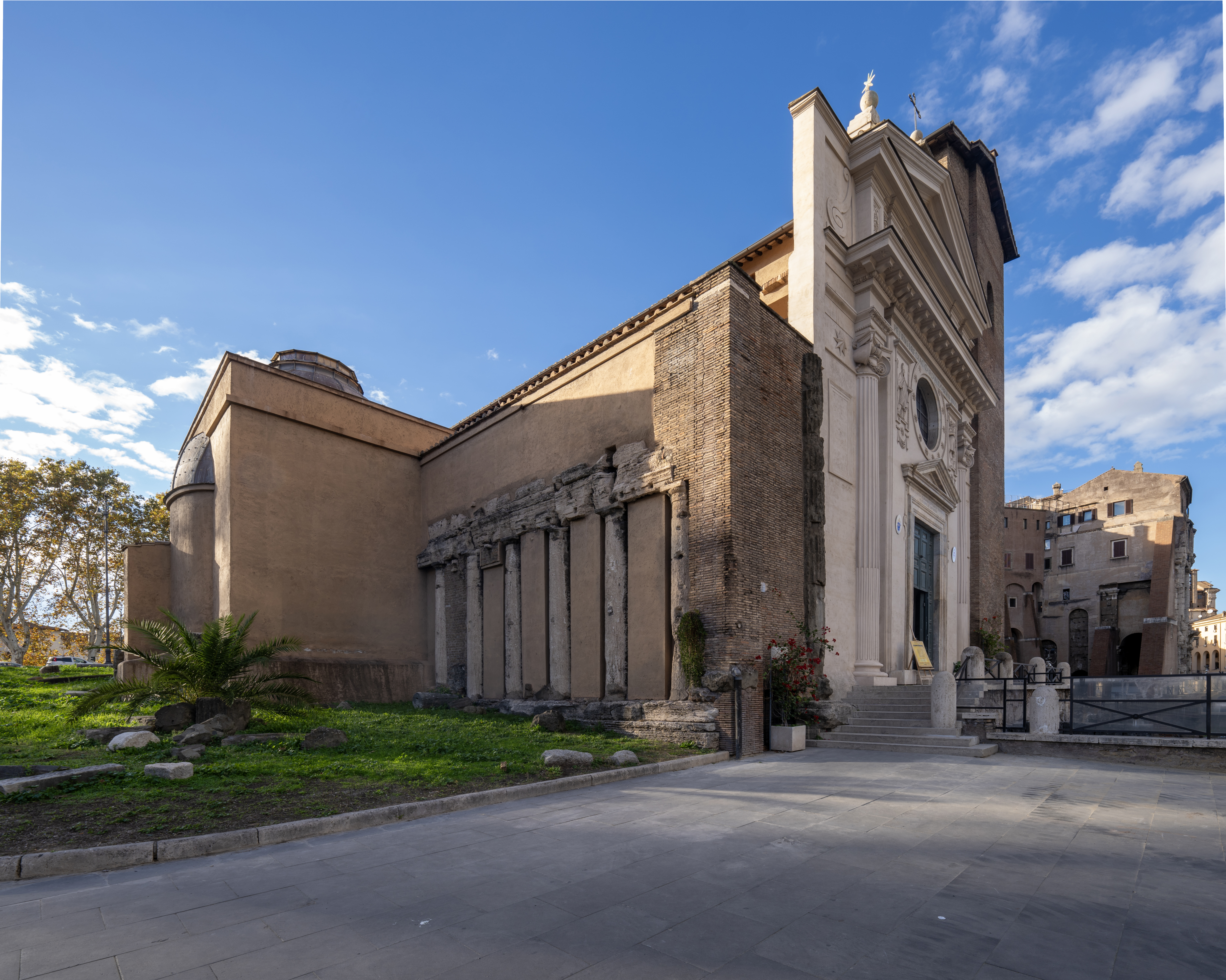
Colonnade du temple intégré dans le mur de l'église.

#### Temple de Junon Sospita
Le temple de Junon est le dernier à être construit entre 197 (date du vœu) et 194 av. J.-C. (date de la dédicace) par Caius Cornelius Cethegus, placé entre les deux autres temples. Il est aujourd'hui inclus dans l'église San Nicola in Carcere.
Le temple, périptère hexastyle ionique, avec onze colonnes latérales, est long de 34 mètres et large de 15 mètres. Le pronaos est profond de trois rangées de colonnes, tandis que la colonnade arrière est double. Le podium est précédé d'un escalier en travertin profond de quatre mètres au centre duquel se trouve un autel. Les vestiges du podium en péperin et en béton, datant de la restauration de 90 av. J.-C., sont visibles dans les soubassements de l'église. Quelques colonnes de la façade ont été réemployées dans la nef de l'église. D'autres vestiges sont préservés près de l'abside.

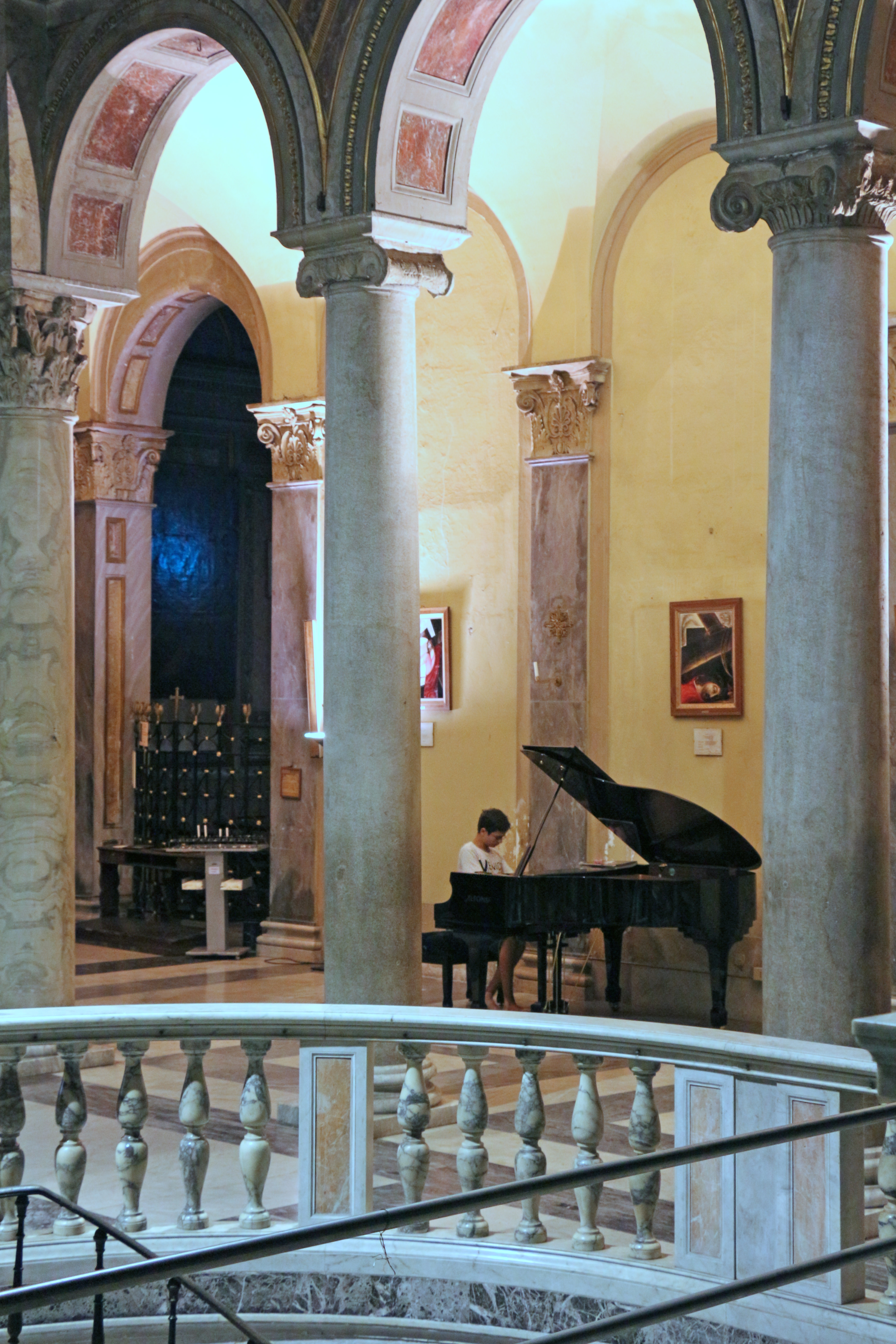
Intérieur de l'église : colonne ionique récupérée du temple de Junon.
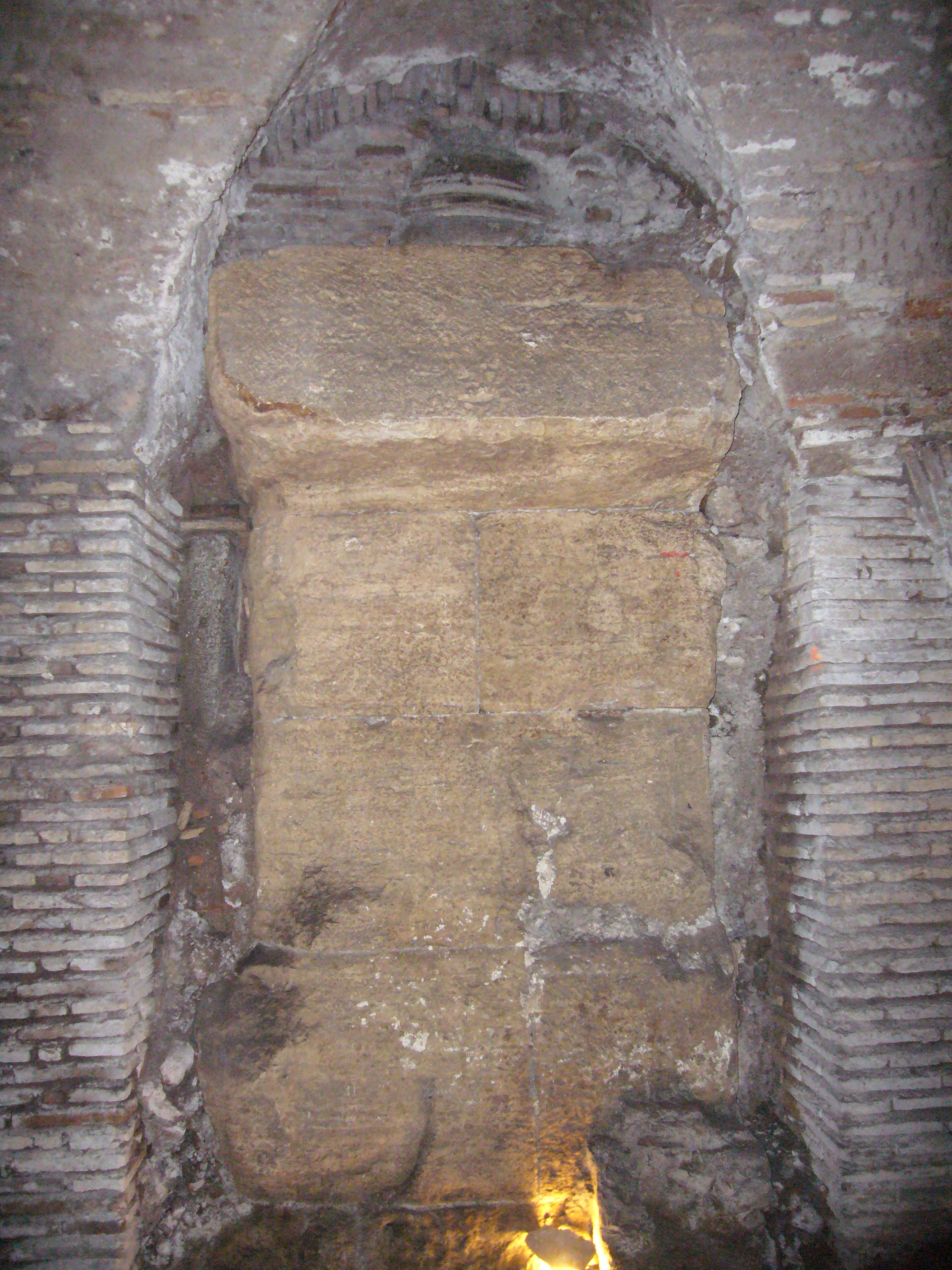
Vestiges du podium sous l'église.

## Annexe